# Khajkeh
Khajkeh (persiska: خجکه) är en ort i Iran.   Den ligger i provinsen Gilan, i den nordvästra delen av landet, 260 km nordväst om huvudstaden Teheran. Khajkeh ligger 126 meter över havet och antalet invånare är 194.
Terrängen runt Khajkeh är varierad. Runt Khajkeh är det ganska tätbefolkat, med 124 invånare per kvadratkilometer. Närmaste större samhälle är Fūman, 11,7 km öster om Khajkeh. I omgivningarna runt Khajkeh växer i huvudsak blandskog.